# Zespół mieszkaniowy „Gajowice” we Wrocławiu

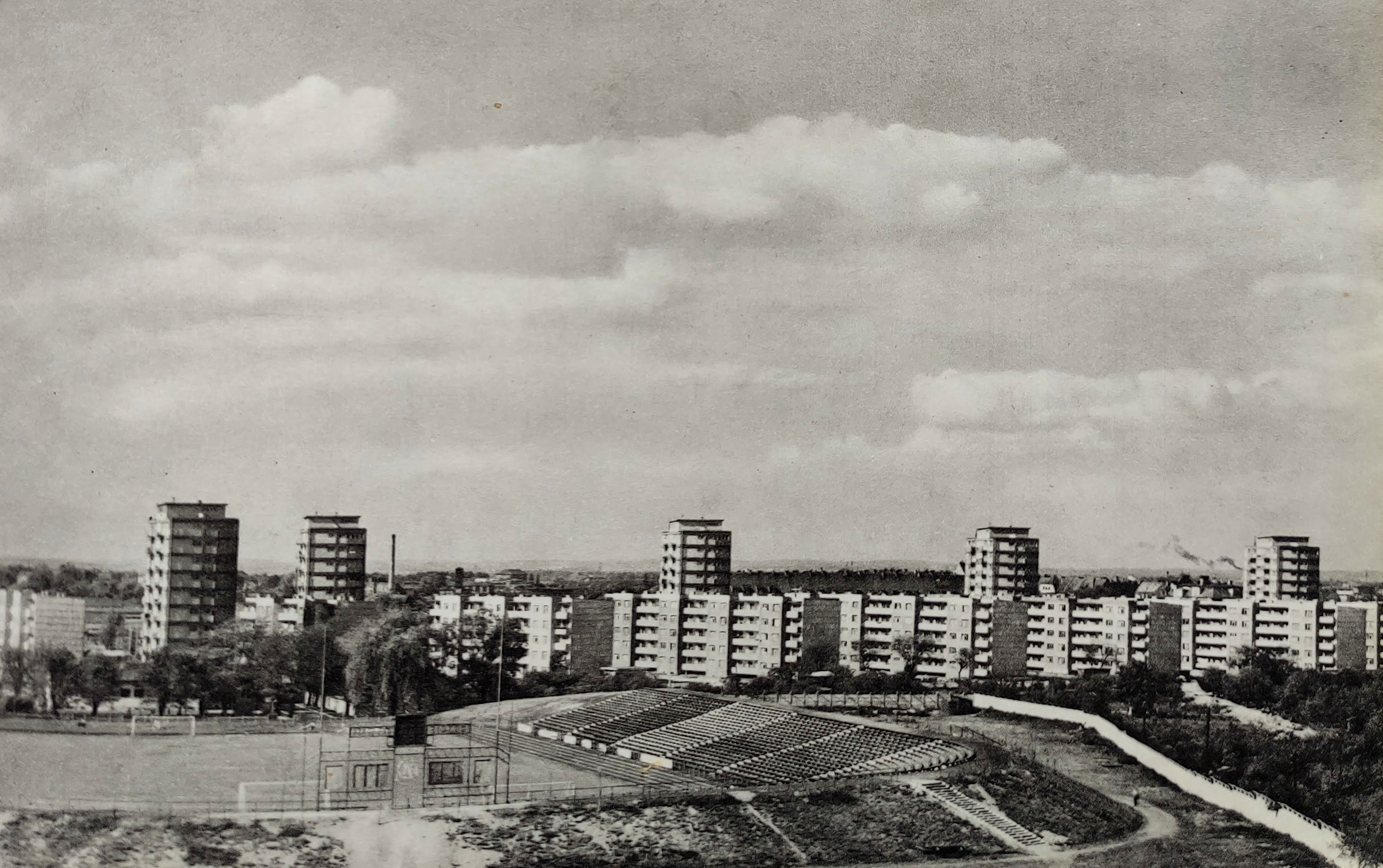
Na 1 planie stadion, za nim zespół zabudowy „Gajowice”

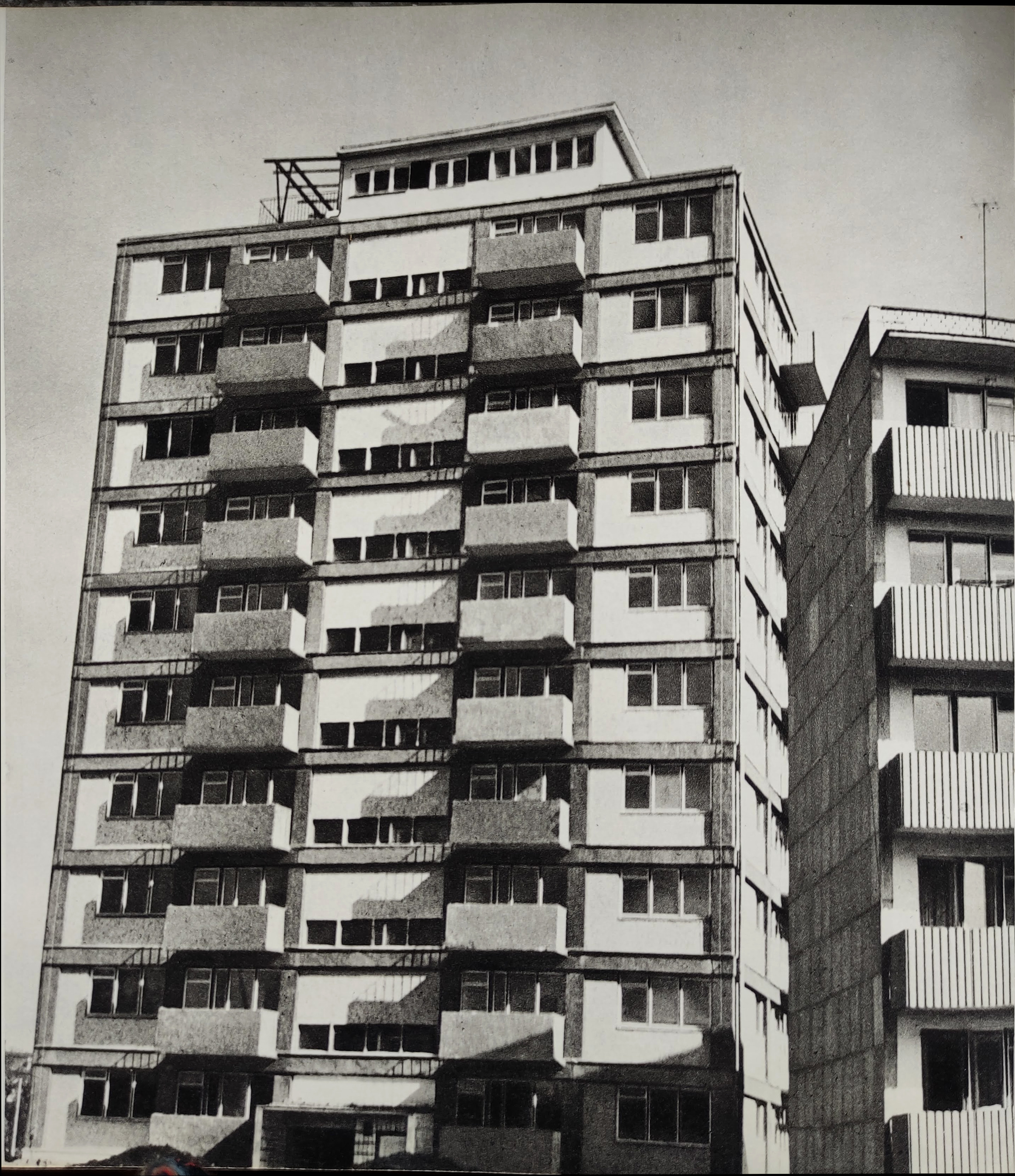
Jeden z punktowców

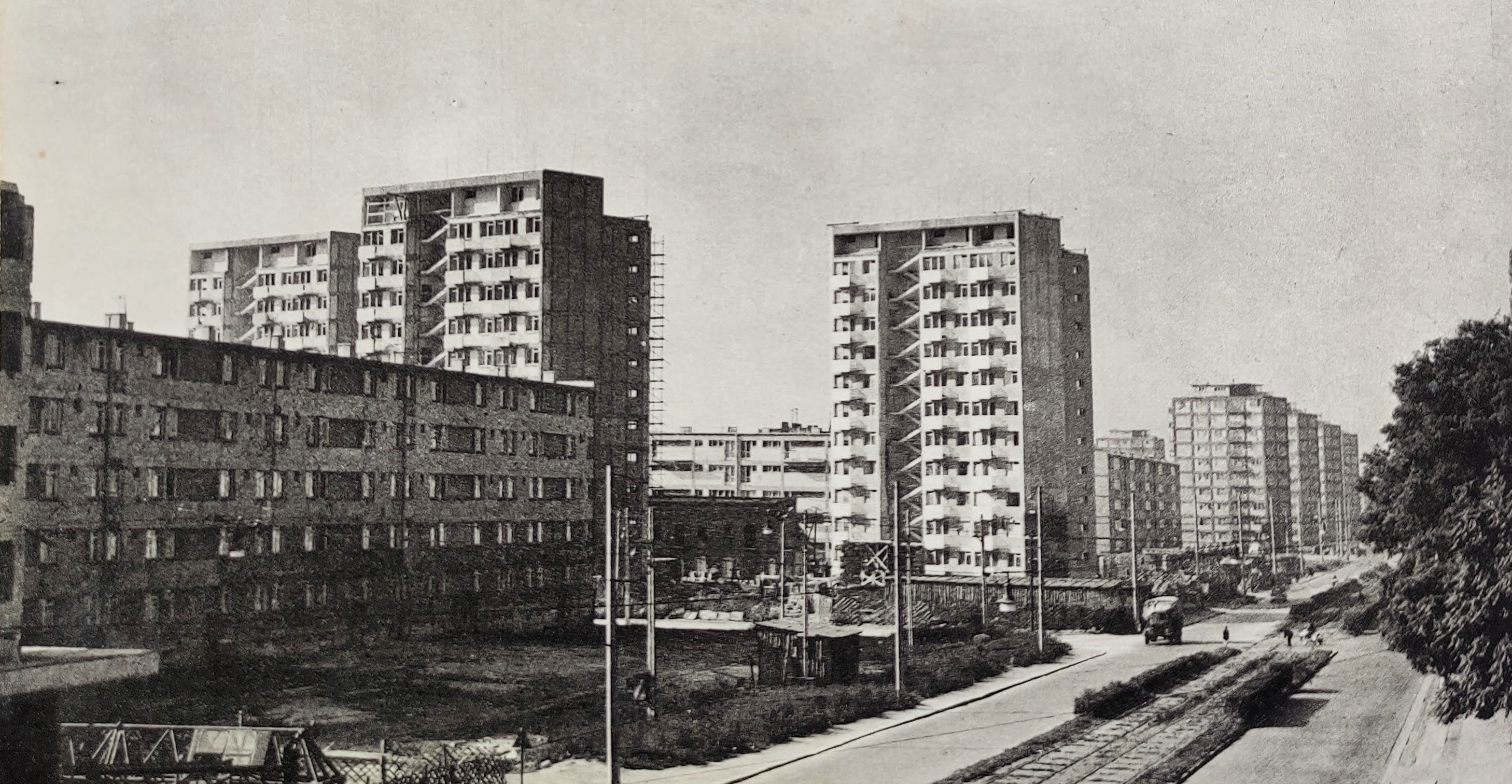
Ul. Grabiszyńska, na 2 planie po prawej liniowo ustawione punktowce

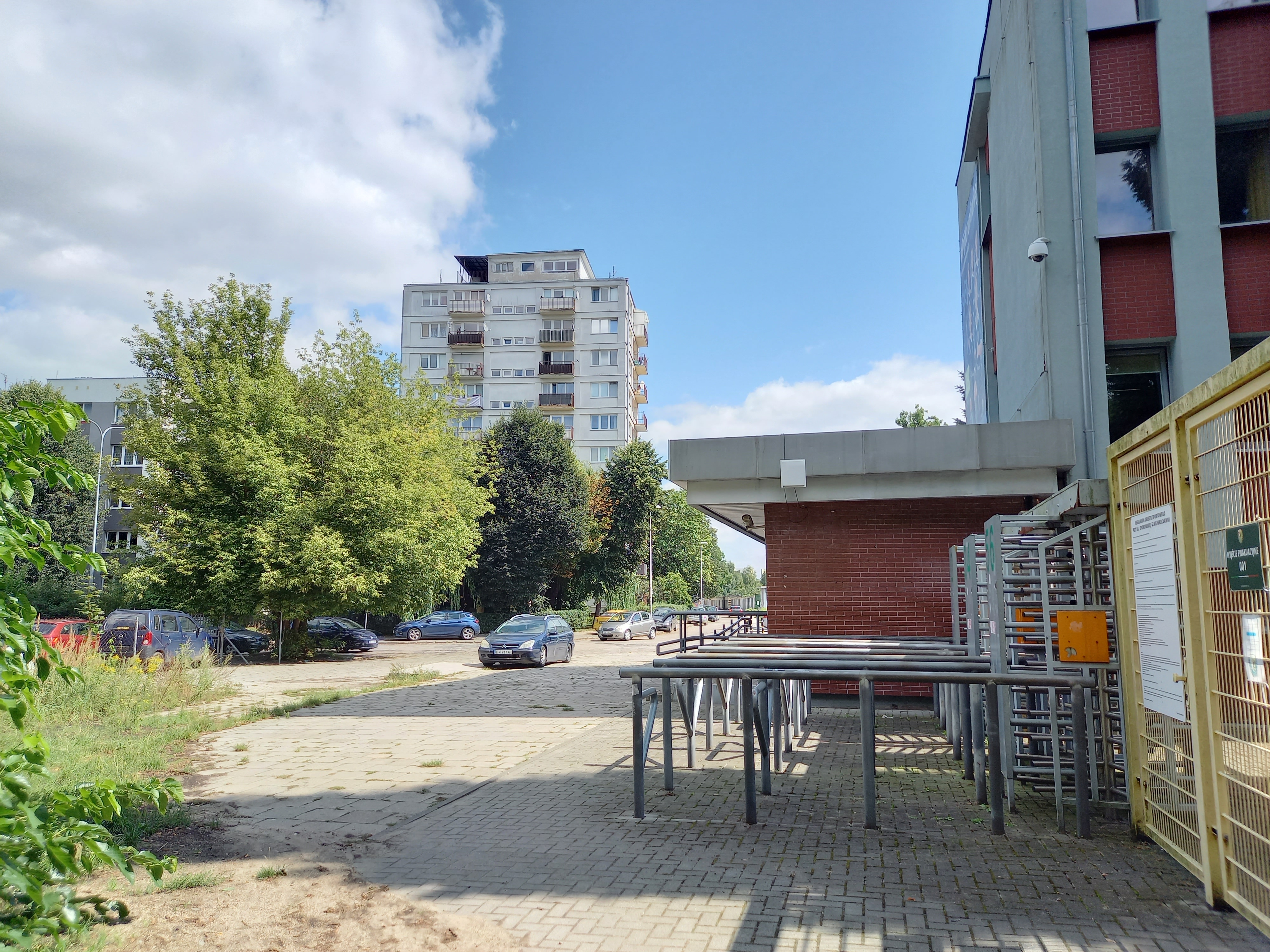
Ul. Oporowska, punktowiec przy pl. Srebrnym 4

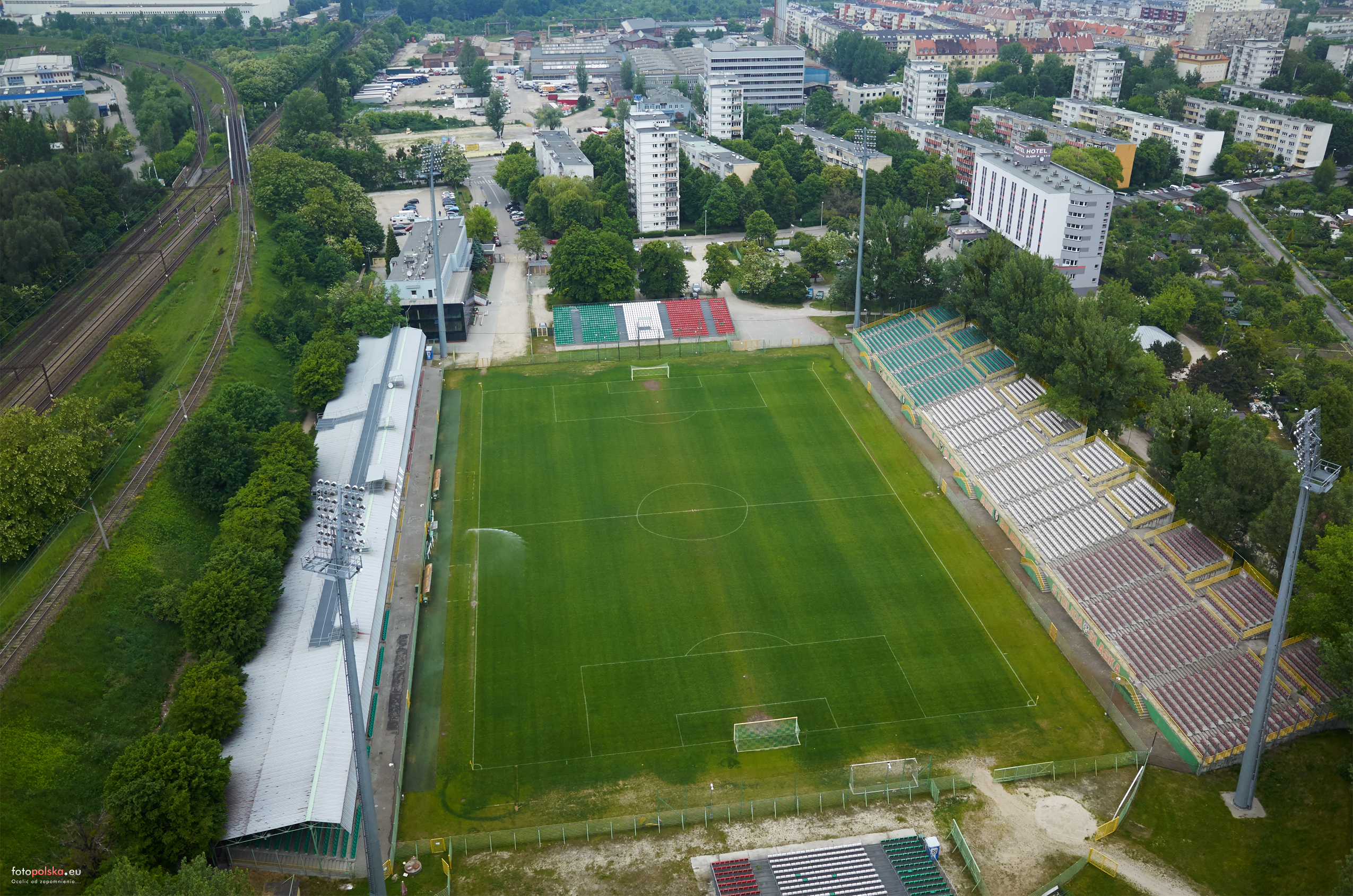
Od dołu: stadion, zespół mieszkaniowy, Fadroma

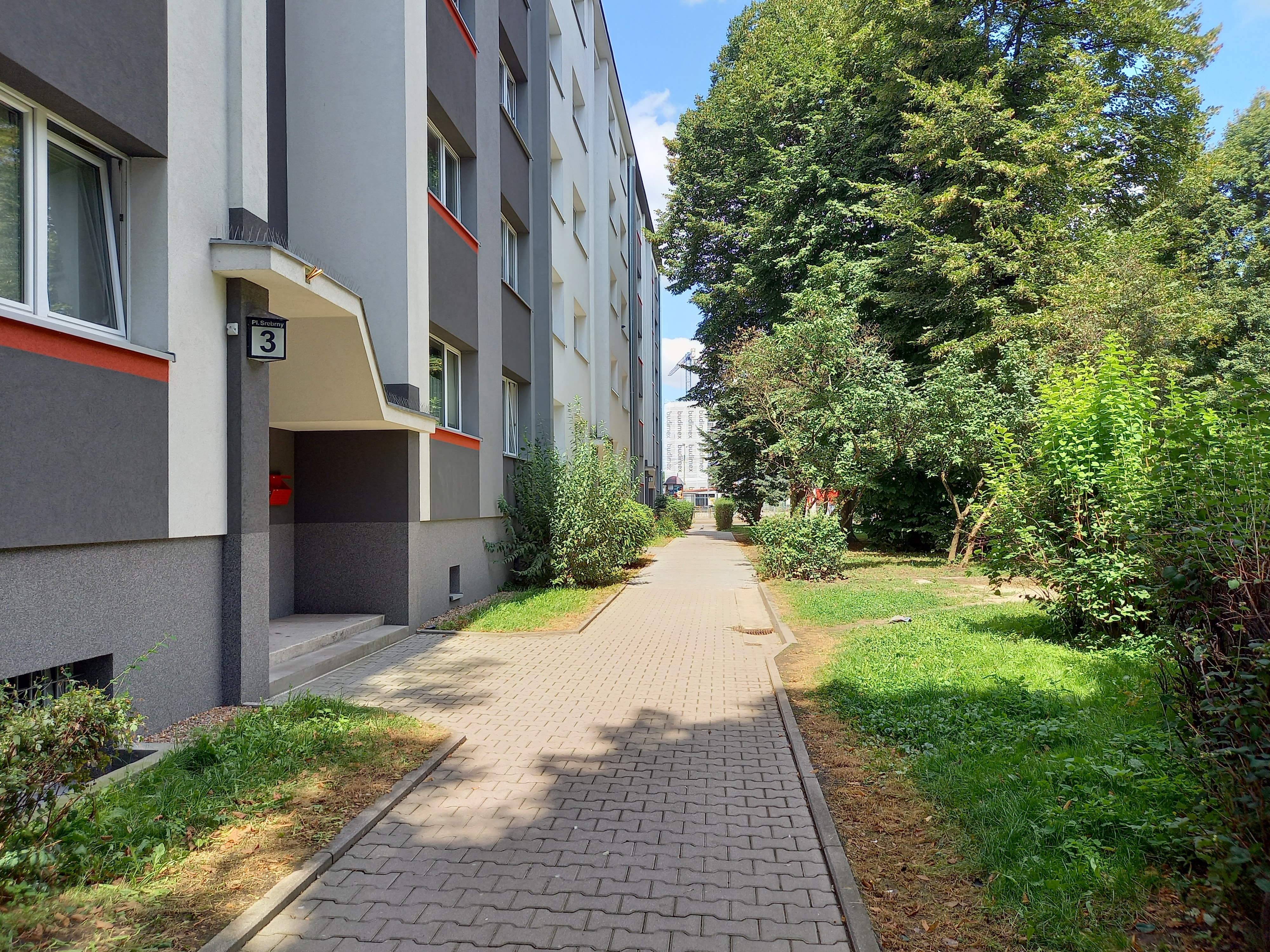
Pl. Srebrny 1, 2, 3

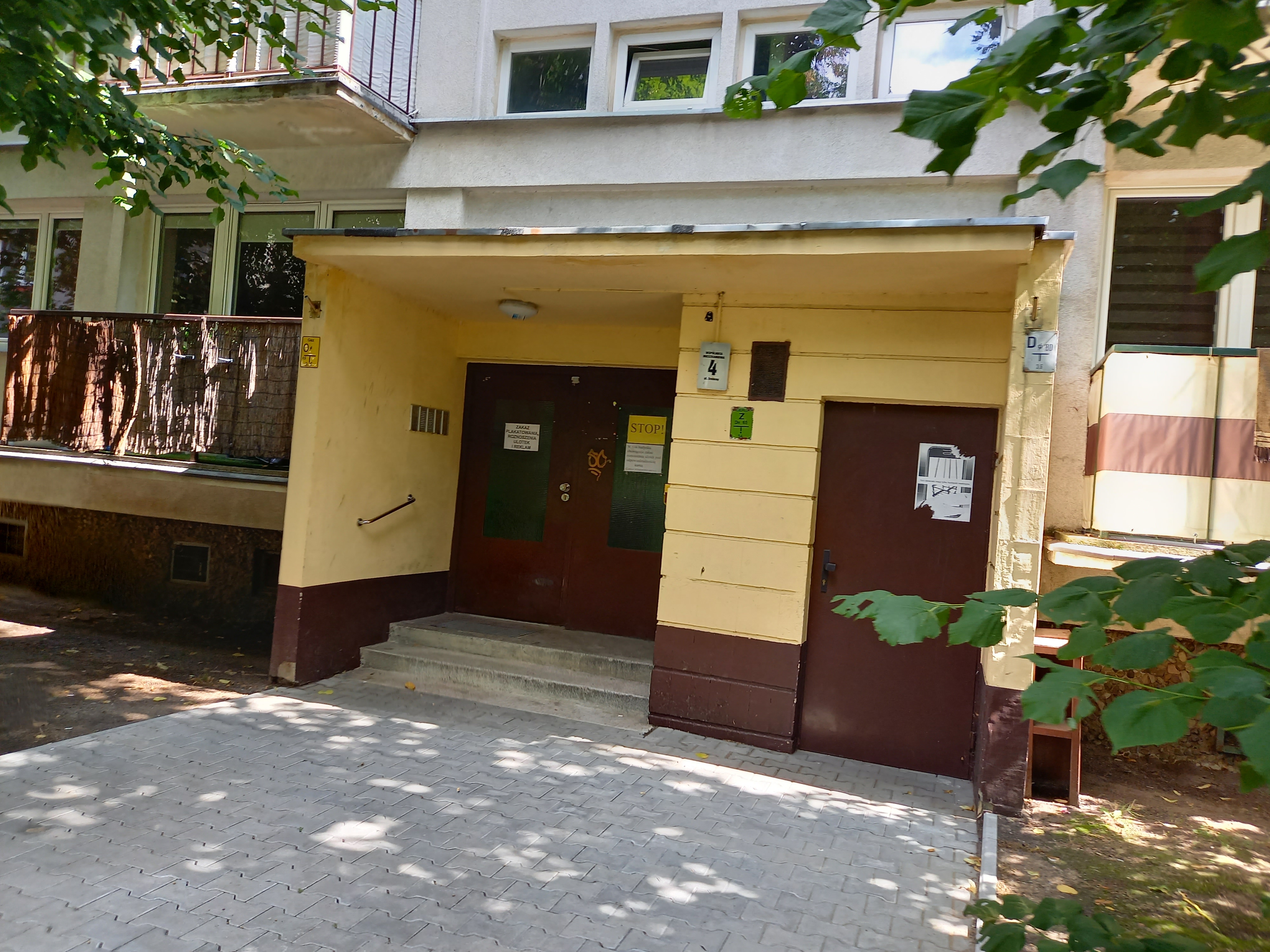
Pl. Srebrny 4

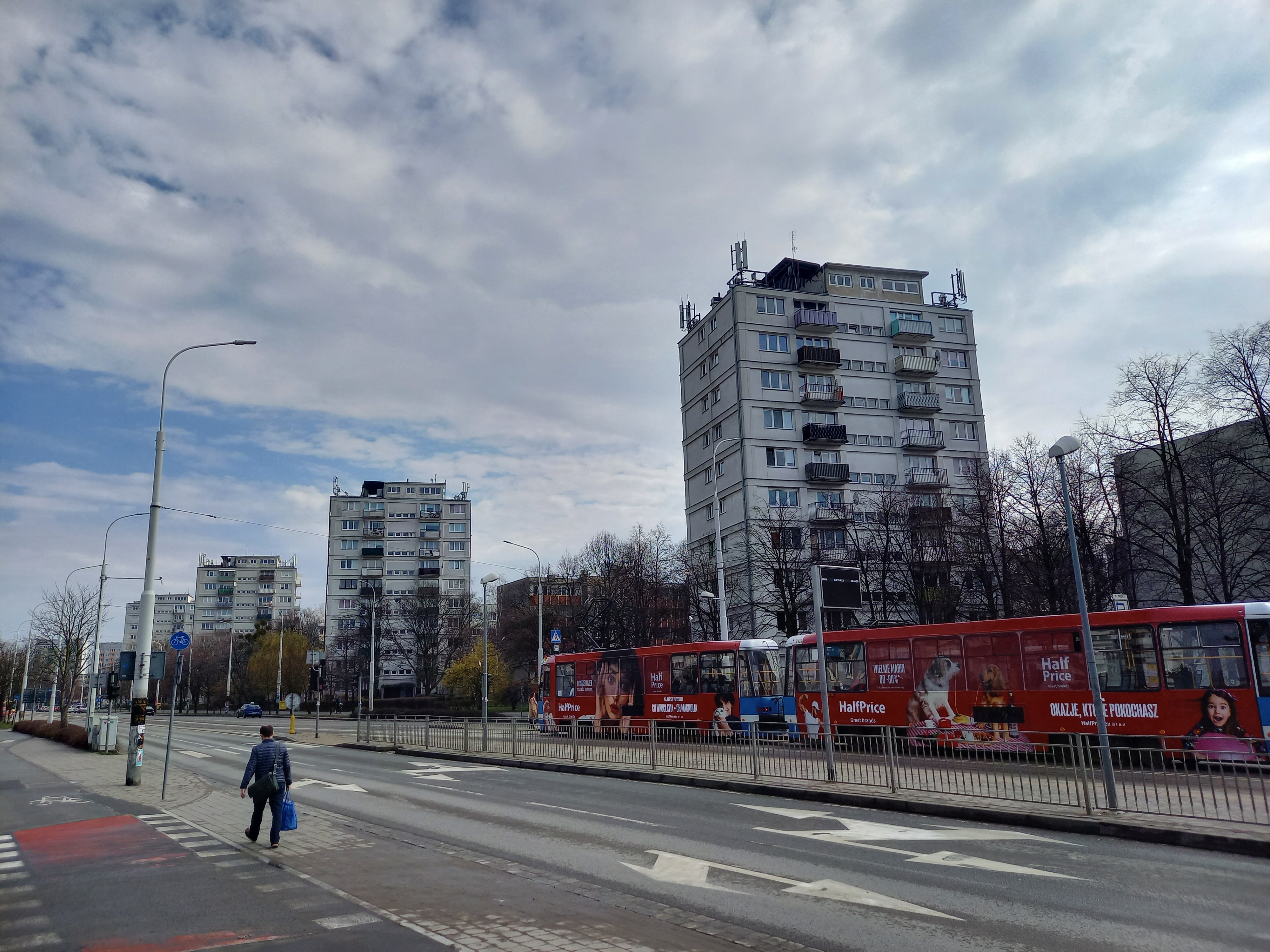
ul. Grabiszyńska, zespół mieszkaniowy

Zespół mieszkaniowy „Gajowice” – zespół mieszkaniowy położony we Wrocławiu na osiedlu Gajowice, w dawnej dzielnicy Fabryczna, zbudowany w ramach osiedla mieszkaniowego „Gajowice” realizowanego w latach 1960-1970. Położony jest w obrębie ulic: Grabiszyńskiej, Stalowej, Oporowskiej i placu Srebrnego oraz ulicy Cynowej i Niklowej. Zespół ten składa się z liniowych budynków mieszkalnych pięciokondygnacyjnych, położonych w układzie grzebieniowym w stosunku do ulicy Grabiszyńskiej i Oporowskiej oraz jedenastokondygnacyjnych punktowców. W studium uwarunkowań i kierunków zagospodarowania przestrzennego Wrocławia z 2010 r. oraz z 2018 r. został on uznany za dobro kultury współczesnej.

## Historia
Historia powstania zespołu mieszkaniowego „Gajowice”, to historia Gajowic oraz historia realizacji osiedla mieszkaniowego „Gajowice”. Ważną datą dla tego terenu jest rok 1868 kiedy to został on włączony w granice miasta. W końcu XIX wieku był już gęsto zabudowany kamienicami czynszowymi. W wyniku działań wojennych prowadzonych w czasie II wojny światowej w ramach oblężenia Wrocławia z 1945 r. znaczna część zabudowy uległa zniszczeniu. Po odgruzowaniu powstał wolny teren, który przeznaczono do zabudowy.
Projektowanie osiedla jako całości rozpoczęto w 1959 r. w Miastoprojekcie – Wrocław, w zespole architektów, którym kierował Igor Tawryczewski, a realizacja prowadzona była w latach 1960-1970. Punktowce tu położone oddano do użytkowana w 1963 r..

## Położenie, otoczenie, obszar
Zespół mieszkaniowy „Gajowice” położony jest na obszarze Gajowic w dawnej dzielnicy Fabryczna, na terenie ograniczonym ulicami: Grabiszyńską (po stronie północnej), Stalową (po stronie wschodniej) i Oporowską (po stronie południowej) oraz placem Srebrnym (po stronie zachodniej), za którym przebiega kolejowa obwodnica Wrocławia. Wewnątrz tego kwartału przebiegają dwa sięgacze będące ulicami: ulica Cynowa i ulica Niklowa.
Po południowej stronie obszaru zabudowy, za ulicą Oporowską, znajdują się: przychodnia GRABISZYN oraz zespoły jednostanowiskowych garaży, a za nimi Rodzinne Ogrody Działkowe „Gajowice”. Natomiast na zachód od nich położony jest hotel (Hotel Śląsk – WKS) i Stadion Oporowska. Po stronie zachodniej leży plac Srebrny, a za nim kolejowa obwodnica Wrocławia, stanowiąca granicę między osiedlem Gajowice, a osiedlem Grabiszyn-Grabiszynek. Stronę północną zamyka ulica Grabiszyńska, stanowiąca przestrzeń publiczną o charakterze ogólnomiejskim, z torowiskiem tramwajowym, po której w ramach komunikacji miejskiej poruszają się tramwaje i autobusy na wyznaczonych tu liniach komunikacyjnych zapewniając obsługę publicznego transportu zbiorowego , dzięki czemu zespół mieszkaniowy ma zapewniony wyjątkowo korzystny dostęp do miejskiej infrastruktury komunikacyjnej. Za ulicą rozpościera się częściowo teren dawnej fabryki Fadroma, współcześnie zabudowywany osiedlem mieszkaniowym oraz zabudowa osiedla Gajowice. Stronę wschodnią zamyka ulica Stalowa, stanowiąca szkielet przestrzeni publicznej osiedla, a za nią znajduje się zabudowa mieszkaniowa również powstała w ramach budowy osiedla mieszkaniowego „Gajowice”.
Cały obszar, łącznie z ulicą Oprowską, Cynową, Niklową i placem Srebrnym, objęty jest strefą ograniczenia prędkości do 30 km/h. Przez omawiany teren wyznaczony jest ciąg pieszo-rowerowy. Prowadzi on z terenów ROD Gajowce do ulicy Grabiszyńskiej i tu łączy się z drogami rowerowymi i chodnikami.

## Układ urbanistyczny
Obszar zajmowany przez ten zespół zabudowy określany jest jako wielkie osiedla blokowe. Taki typ zagospodarowania terenu charakteryzuje się swobodnym układem zabudowy w stosunkowo dużym rozproszeniu i skali, ale mimo to także z dużym stopniem wykorzystania terenu oraz dużą gęstością zaludnienia. Przestrzenie swobodne kształtowane mają przy tym charakter zdecydowanie otwarty, z dużą ilością zieleni międzyblokowej, kreującej miejsca odpoczynku, spotkań i integracji, a wśród zieleni także zieleń wysoka zapewniająca cień i sprzyjająca bioróżnorodności. Nie ma przy tym czytelnego układu ani tym bardziej wyodrębnionego elementu centralnego spełniającego określone funkcje i definiującego strukturę osiedla. W przypadku tego zespołu zabudowy, taki centralny punkt dla tej części Gajowic znajduje się poza omawianym obszarem przy jego północno-wschodnim narożniku. Jest nim skrzyżowanie ulicy Grabiszyńskiej z ulicą Stalową, które stanowi ważną przestrzeń publiczną placu lub skrzyżowania. Jest to miejsce z obiektami podnoszącymi rozpoznawalność i orientację w przestrzeni, między innymi dzięki położonemu tu charakterystycznemu schronowi przeciwlotniczemu powstałemu dla ochrony ludności cywilnej z lat 1940-1941, domowi mieszkalno-usługowemu oraz pawilonom handlowym.
Całe osiedle mieszkaniowe „Gajowice” projektowano w nurcie modernizmu z uwzględnieniem urbanistycznej szkoły modernistycznej Bauhausu oraz tez wynikających z Karty Ateńskiej o projektowaniu wolnostojących budynków w otoczeniu zieleni. W przypadku tego zespołu budynków przyjęto układ grzebieniowy rozmieszczenia segmentowych budynków liniowych w stosunku do głównej ulicy Grabiszyńskiej i tym samym do równolegle przebiegającej ulicy Oporowskiej. Oprócz wymienionych budynków, powstały tu także punktowce. Cztery z nich rozmieszczono liniowo wzdłuż głównej arterii, tylko piąty znajduje się przy placu Srebrnym w pobliżu ulicy Oporowskiej. Takie ukształtowanie zabudowy kreowało całkowicie nową pierzeję południową ulicy Grabiszyńskiej, stanowiło skontrastowanie w stosunku do linowej zabudowy innych części osiedla, rewaloryzując częściowo istniejące linii regulacyjnych.

## Budynki
Zespół mieszkaniowy „Gajowice” obejmuje następujące budynki:
- budynki liniowe, pięciokondygnacyjne, rozmieszczone w układzie grzebieniowym w stosunku do ulicy Grabiszyńskiej[6][27]:
  - ulica Stalowa 52, 54, 56, 58[14][27]
  - ulica Grabiszyńska 144, 146, 148, 150[12][27]
  - ulica Niklowa 2, 4, 6, 8[23][27]
  - ulica Niklowa 1, 3, 5, 7[23][27]
  - ulica Grabiszyńska 154, 156, 158, 160[12][27]
  - ulica Cynowa 2, 4, 6, 8[21][27]
  - ulica Cynowa 1, 3, 5[21][27]
  - ulica Grabiszyńska 166, 168, 170[12][27]
  - plac Srebrny 1, 2, 3[18][27]
- budynki punktowe, dziesięciokondygnacyjne[27]:
  - rozmieszczone liniowo wzdłuż ulicy Grabiszyńskiej[6]: 142, 152, 162, 164[12][27]
  - przy placu Srebrnym 4[18][27].

## Dobro kultury współczesnej
W ramach opracowanych dokumentach planistycznych: studium uwarunkowań i kierunków zagospodarowania przestrzennego z 2010 r. oraz studium uwarunkowań i kierunków zagospodarowania przestrzennego z 2018 r., zespół mieszkaniowy „Gajowice” w rejonie ulic: Grabiszyńskiej, Oporowskiej, Cynowej, Niklowej i pl. Srebrnego, uznano za dobro kultury współczesnej, obejmując ten zespół ochroną na podstawie ustawy o planowaniu i zagospodarowaniu przestrzennym. Podnosi się, że ten zespół zabudowy ma szczególne znaczenie dla urbanistyki i kompozycji osiedla, a wchodzące w jego skład punktowce ocenia się jako wyróżniające.